# Yusuf Izzuddin Shah di Perak
Yussuf Izzuddin Shah Ibni Almarhum Sultan Abdul Jalil Karamatullah Nasiruddin Mukhataram Shah Radziallah (Kuala Kangsar, 15 gennaio 1890 – Kuala Kangsar, 4 gennaio 1963) è stato sultano di Perak in Malaysia dal 1938 al 1948.

## Primi anni di vita, formazione e primi incarichi
Yusuf Izzuddin Shah di Perak nacque a Bukit Chandan, Kuala Kangsar, il 15 gennaio 1890. Era figlio del sultano Abdul Jalil di Perak. Venne istruito presso la Hogan School (poi Clifford School) di Kuala Kangsar. Nel 1911, dopo aver completato gli studi, entrò come ufficiale in formazione presso l'Ufficio del Segretario di Stato di Perak a Taiping. Lavorò anche nell'ufficio dell'amministrazione fondiaria e poi presso l'ufficio del tesoro. Grazie a questi incarichi acquisì conoscenze e competenze in termini di amministrazione statale.
Nel 1918 venne nominato Raja Di Hilir e prese residenza a Ipoh. Nel 1921 divenne Raja Bendahara e tesoriere del palazzo di Jalan Bendahara a Ipoh. Tre anni dopo entrò nel reggimento del Perak della Forza di fanteria volontaria di cui divenne tenente nel 1953. In seguito operò come ufficiale della riserva.
Nel 1938, con l'ascesa al trono dello zio Abdul Aziz divenne Raja Muda e membro del Consiglio di Stato.

## Regno
Il 27 marzo 1948, il giorno dopo la morte dello zio, venne proclamato sultano. Fu incoronato presso l'Istana Iskandariah di Kuala Kangsar il 16 aprile 1949.

## Morte
Dopo un periodo di malattia, morì presso l'Istana Iskandariah di Kuala Kangsar il 4 gennaio 1963 e ricevette il titolo postumo di Marhum Ghafarullahu-lah. Il giorno successivo fu sepolto nel mausoleo reale Al-Ghufran, vicino alla moschea Ubudiah, a Kuala Kangsar. Gli succedette suo cugino Idris Shah II.

## Eredità
Gli sono dedicati la scuola superiore SMK Sultan Yussuf di Batu Gajah e il ponte Sultano Yusuf.